# Nevado Coropuna
O Nevado Coropuna é um vulcão localizado na região andina de Arequipa, provincia de Castilla no Peru, sendo na verdade um complexo estratovulcânico composto por vários picos, o mais alto dos quais à altitude de 6377 m, sendo o mais alto vulcão do país. Há fumarolas ativas na montanha. O Coropuna é composto por três montanhas:
- Coropuna Norte:  6405 metros. Coordenadas -15.520000,-72.658333
- Huandoy Central: 6395 metros. Coordenadas -9.027500,-77.663333
- Coropuna Oeste: 6390 metros. Coordenadas -15.545833,-72.660833

Oficialmente, seu cume mais alto foi alcançado pela primeira vez em 1911 por Hiram Bingham, dos Estados Unidos, e seus acompanhantes (após a redescoberta da cidadela de Machu Picchu), mas se especula que os incas o hajam escalado anteriormente à conquista espanhola no século XIV com fins religiosos.